# Ивичесто рибарче
Ивичесто рибарче (Halcyon chelicuti) е вид птица от семейство Halcyonidae.

## Разпространение
Видът е разпространен в Ангола, Бенин, Ботсвана, Буркина Фасо, Бурунди, Габон, Гамбия, Гана, Гвинея, Гвинея-Бисау, Еритрея, Етиопия, Замбия, Зимбабве, Камерун, Република Конго, Демократична република Конго, Кот д'Ивоар, Кения, Либерия, Малави, Мали, Мавритания, Мозамбик, Намибия, Нигер, Нигерия, Руанда, Сенегал, Сиера Леоне, Сомалия, Судан, Свазиленд, Танзания, Того, Уганда, Централноафриканската република, Чад, Южна Африка и Южен Судан.